# Джанкарло Гонсалес
Джанкарло Гонсалес (ісп. Giancarlo González, нар. 8 лютого 1988) — костариканський футболіст, центральний захисник «Лос-Анджелес Гелаксі» та національної збірної Коста-Рики.

## Клубна кар'єра
У дорослому футболі дебютував 2007 року виступами за команду клубу «Алахуеленсе», в якій провів п'ять сезонів, взявши участь у 97 матчах чемпіонату.
Своєю грою за цю команду привернув увагу представників тренерського штабу норвезької «Волеренги», до складу якої приєднався 31 липня 2012 року на умовах вільного агента. Відіграв за команду з Осло наступні півтора сезони своєї ігрової кар'єри. Більшість часу, проведеного у складі «Волеренги», був основним гравцем команди.
До складу представника MLS клубу «Коламбус Крю» приєднався 21 лютого 2014 року, але вже влітку після вдалих виступів на чемпіонаті світу гравцем зацікавились європейські клуби і 26 серпня 2014 року за 5 млн доларів перейшов у «Палермо», підписавши контракт на 3 роки. 12 вересня на тренуванні Джанкарло зазнав травми, через що змушений був пропустити початок сезону і лише 19 жовтня 2014 року в домашній грі проти «Чезени» він дебютував за клуб у Серії А. У складі нової команди провів три роки своєї кар'єри гравця. Більшість часу, проведеного у складі «Палермо», був основним гравцем команди.
22 червня 2017 року за 2,5 мільйона євро перейшов до італійської «Болоньї». Відіграв за цю команду неповні два сезони, взявши участь у 37 іграх в усіх турнірах.
11 квітня 2018 року повернувся до США, ставши гравцем «Лос-Анджелес Гелаксі».

## Виступи за збірні
Протягом 2007—2008 років залучався до складу молодіжної збірної Коста-Рики, разом з якою був учасником молодіжного чемпіонату світу 2007 року в Канаді. На турнірі захисник провів 2 матчі.
5 червня 2010 року дебютував в офіційних іграх у складі національної збірної Коста-Рики в товариському матчі проти збірної Словаччини. 26 травня 2012 року захисник забив перший гол за національну команду у ворота збірної Гватемали). У січні 2013 року він забив єдиний гол у фінальній грі Центральноамериканського кубка з Гондурасом, принісши своїй команді золоті нагороди турніру.
У складі збірної був учасником розіграшу Золотого кубка КОНКАКАФ 2013 року у США. Всього футболіст взяв участь у трьох матчах турніру. У 2014 році на чемпіонаті світу 2014 року у Бразилії був основним захисником збірної Коста-Рики (зіграв повністю всі 5 матчів), дійшовши з командою до чвертьфіналу турніру.
Згодом взяв участь у Золотому кубку КОНКАКАФ 2015 року в США та Канаді та 2017 року в США, після чого поїхав на другий до себе чемпіонат світу 2018 року в Росії.
Згодом дійшов зі збірною до півфіналу Золотого кубка КОНКАКАФ 2017 року та був учасником чемпіонату світу 2018 року, де костариканці не подолали груповий етап.

## Статистика виступів

### Статистика клубних виступів
Станом на 24 грудня 2018 року
| Сезон                   | Команда                 | Чемпіонат               | Чемпіонат | Чемпіонат | Національний кубок | Національний кубок | Національний кубок | Континентальні кубки | Континентальні кубки | Континентальні кубки | Інші змагання | Інші змагання | Інші змагання | Усього | Усього |
| Сезон                   | Команда                 | Ліга                    | Ігор      | Голів     | Ліга               | Ігор               | Голів              | Ліга                 | Ігор                 | Голів                | Ліга          | Ігор          | Голів         | Ігор   | Голів  |
| ----------------------- | ----------------------- | ----------------------- | --------- | --------- | ------------------ | ------------------ | ------------------ | -------------------- | -------------------- | -------------------- | ------------- | ------------- | ------------- | ------ | ------ |
| 2008–09                 | «Алахуеленсе»           | ПД                      | 6         | 1         | -                  | -                  | -                  | -                    | -                    | -                    | -             | -             | -             | 6      | 1      |
| 2009–10                 | «Алахуеленсе»           | ПД                      | 28        | 3         | -                  | -                  | -                  | -                    | -                    | -                    | -             | -             | -             | 28     | 3      |
| 2010–11                 | «Алахуеленсе»           | ПД                      | 34        | 0         | -                  | -                  | -                  | -                    | -                    | -                    | -             | -             | -             | 34     | 0      |
| 2011–12                 | «Алахуеленсе»           | ПД                      | 29        | 3         | -                  | -                  | -                  | ЛЧ                   | 6                    | 0                    | -             | -             | -             | 35     | 3      |
| Усього за «Алахуеленсе» | Усього за «Алахуеленсе» | Усього за «Алахуеленсе» | 97        | 7         |                    | -                  | -                  |                      | 6                    | 0                    |               | -             | -             | 103    | 7      |
| 2012                    | «Волеренга»             | E                       | 12        | 0         | КН                 | -                  | -                  | -                    | -                    | -                    | -             | -             | -             | 12     | 0      |
| 2013                    | «Волеренга»             | E                       | 25        | 2         | КН                 | 4                  | 0                  | -                    | -                    | -                    | -             | -             | -             | 29     | 2      |
| Усього за «Волеренга»   | Усього за «Волеренга»   | Усього за «Волеренга»   | 37        | 2         |                    | 4                  | 0                  |                      | -                    | -                    |               | -             | -             | 41     | 2      |
| 2014                    | «Коламбус Крю»          | MLS                     | 17        | 1         |                    | -                  | -                  | -                    | -                    | -                    | -             | -             | -             | 17     | 1      |
| 2014–15                 | «Палермо»               | A                       | 28        | 1         | КІ                 | -                  | -                  | -                    | -                    | -                    | -             | -             | -             | 28     | 1      |
| 2015–16                 | «Палермо»               | A                       | 35        | 2         | КІ                 | 1                  | 0                  | -                    | -                    | -                    | -             | -             | -             | 36     | 2      |
| 2016–17                 | «Палермо»               | A                       | 19        | 1         | КІ                 | -                  | -                  | -                    | -                    | -                    | -             | -             | -             | 19     | 1      |
| Усього за «Палермо»     | Усього за «Палермо»     | Усього за «Палермо»     | 82        | 4         |                    | 1                  | 0                  |                      | -                    | -                    |               | -             | -             | 83     | 4      |
| 2017–18                 | «Болонья»               | A                       | 22        | 0         | КІ                 | 1                  | 0                  | -                    | -                    | -                    | -             | -             | -             | 23     | 0      |
| 2018-квіт. 2019         | «Болонья»               | A                       | 12        | 0         | КІ                 | 2                  | 0                  | -                    | -                    | -                    | -             | -             | -             | 14     | 0      |
| Усього за «Болонью»     | Усього за «Болонью»     | Усього за «Болонью»     | 34        | 0         |                    | 3                  | 0                  |                      | -                    | -                    |               | -             | -             | 37     | 0      |
| квіт.-груд. 2019        | «Лос-Анджелес Гелаксі»  | MLS                     | 5         | 0         | ВКСША              | 0                  | 0                  | -                    | -                    | -                    | -             | -             | -             | 5      | 0      |
| Усього за кар'єру       | Усього за кар'єру       | Усього за кар'єру       | 272       | 14        |                    | 8                  | 0                  |                      | 6                    | 0                    |               | -             | -             | 286    | 14     |

### Статистика виступів за збірну
Станом на 24 червня 2019 року